# اسونسیون (کالیفرنیا)
اسونسیون (به انگلیسی: Asuncion) یک منطقهٔ مسکونی در ایالات متحده آمریکا است که در شهرستان سن لوییز اوبیسپو، کالیفرنیا واقع شده‌است. اسونسیون ۲۵۶٫۹۵ متر بالاتر از سطح دریا واقع شده‌است.